# Marc Norman
Marc Norman (ur. 10 lutego 1941 w Los Angeles) – amerykański pisarz, scenarzysta i producent filmowy. 

## Kariera
Współautor scenariuszy do takich filmów, jak m.in. Taka była Oklahoma (1973) Stanleya Kramera, Narzeczona Zandy’ego (1974) Jana Troella, Elita zabójców (1975) Sama Peckinpaha, Brawurowe porwanie (1975) Toma Griesa czy Wyspa piratów (1995) Renny'ego Harlina. 
Wspólnie z brytyjskim dramaturgiem Tomem Stoppardem zdobył Złoty Glob i Oscara za najlepszy scenariusz do filmu Zakochany Szekspir (1998) Johna Maddena. Drugą statuetkę otrzymał też jako współproducent tego filmu. Za scenariusz do Zakochanego Szekspira Norman i Stoppard uhonorowani również zostali Srebrnym Niedźwiedziem za wybitne osiągnięcie artystyczne na 49. MFF w Berlinie.